# كلية الحاسبات وتقنية المعلومات بجامعة الملك عبد العزيز
تهدف كلية الحاسبات وتقنية المعلومات بجامعة الملك عبد العزيز إلى إعداد مخرجات تعليمية تسهم في سد حاجة سوق العمل من المتخصصين في تقنيات الحاسب الآلي بأنواعها القائمة على تصميم وتطوير البرمجيات والأنظمة والشبكات والذكاء الاصطناعي وانترنت الأشياء والتقنيات الناشئة.

## أقسام الكلية
- قسم علوم الحاسب:
  - رئيس القسم د. فهد عبد الله القرشي [2] 
  - مشرفة شطر الطالبات د. أماني بنت طارق جمال [2]
- قسم نظم المعلومات:
  - رئيس القسم د. بهجت بن سعيد فقيه [2]
  - مشرفة شطر الطالبات د. ديمة بنت حسين الأحمدي [2]
- قسم تقنية المعلومات:
  - رئيس القسم د. فارس بن أنور كاتب [2]
  - مشرفة شطر الطالبات د. ريم بنت متعب العتيبي [2]

## الدراسات العليا
تقدم كلية الحاسبات وتقنية المعلومات عدة برامج للدراسات العليا تتمثل في شهادة الماجستير وشهادة الدكتوراة في أقسامها الثلاثة السابق ذكرها بالأعلى وذلك لشطري الطلاب والطلبات.

## جهات تابعة للكلية
- إدارة الكلية: مدير إدارة الكلية الاستاذ عبد الله شعيب الشمراني من عام 1433 وإلى الآن وهو حاصل على درجة الماجستير في تخصص علوم الحاسبات من الولايات المتحدة الأمريكية.
- وحدة الاعتماد الأكاديمي.
- وحدة مهارات الحاسب الآلي: مديرها الدكتور عبد الله الطيب المليص.
- نادي مايكروسوفت  على فيسبوك.
- نادي جمعية (IEEE) ويشرف عليها الدكتور عدنان البار
- جمعية تقنية المعلومات

## النشاطات الطلابية
- اللجنة الرياضية
- اللجنة الإسلامية
- اللجنة الاجتماعية

## الموقع الرسمي
موقع كلية الحاسبات وتقنية المعلومات بجامعة الملك عبد العزيز